# Lamerd
Lamerd ist eine Stadt und das Verwaltungszentrum des gleichnamigen Verwaltungsbezirk (šahrestān) Lamerd in der in iranischen Provinz Fars.